# Śliwiny (województwo mazowieckie)
Śliwiny – wieś w Polsce, położona w województwie mazowieckim, w powiecie białobrzeskim, w gminie Radzanów.
W latach 1975–1998 Śliwiny administracyjnie należały do województwa radomskiego. Do 31 grudnia 2024 miejscowość stanowiła część wsi Bukówno.
Wierni Kościoła rzymskokatolickiego należą do parafii pw. Nawiedzenia NMP w Bukównie. 